# Entre titulares
Entre titulares fue un programa de televisión de Perú emitido por la señal de Cable Mágico Deportes. Su formato es late show, que mostraba a los panelistas del espacio comentando la actualidad deportiva con toques humorísticos.

## Conductores
Los primeros conductores del programa fueron el publicista y narrador deportivo Juan Carlos Vizcarra, la actriz Francesca Brivio y el periodista deportivo Daniel Peredo. Christian Wagner, locutor del programa, ocupó la plaza de Francesca Brivio. El exfutbolista Óscar del Portal reemplazó a Daniel Peredo, quien también abandonó el programa. Para esa temporada, se unió al elenco la joven empresaria Joanna Boloña. Se retiró también el Gordo Juan Carlos Vizcarra y entró Franco Cabrera en su reemplazo.Un tiempo después, Cabrera se iría de CMD para conducir su propio programa y ocuparía su puesto Martin Hudtwalcker, periodista deportivodel mismo canal.
Siempre cuentan con un(a) locutor(a) en off que anuncia los cortes y la portada definitiva para cada noticia presentada, al menos hasta el 2011, año en que Caleri abandonaría el programa y ahora serían los propios conductores quienes anuncien los cortes comerciales y las portadas. En las primeras temporadas el Loco Wagner cumplía el rol de ser la voz en el programa, luego, la encargada de tal labor fue Cáleri Bockos además su rol como Productora Creativa responsable de crear las tan famosas carátulas del programa.

## Formato
El motivo central del programa es revisar las noticias deportivas más importantes del día de una manera singular, aportando tres puntos de vista generalmente distintos, para culminar con la elaboración de las carátulas virtuales. Como si estuvieran en la sala de redacción de un medio impreso. En opinión de Eliana Bianchi, la productora del programa, a la fecha, Entre titulares ha elaborado más de 2.500 portadas virtuales. El último bloque del programa, luego del "y ya regresamos con el conchito y el chistesito" de Cáleri, está dedicado a la nueva secuencia del Gordoloco "No te duermas triste, el Loco tiene un chiste; pero antes, un entremés con el Gordo pez".

### Personajes
Con Christian Wagner llegaron disparatados personajes que le dieron nuevos aires al programa, agregándole más entretenimiento a la información. El primero de todos fue ALF, el extraterrestre de los años 80, que cada tanto aterriza en el set. Luego llegó el Dr. Wagner, médico de cabecera de Entre Titulares y especialista en jugadores de fútbol. Para hablar del deporte español suele visitar el programa el bailaor Joaquín Malcriado, y desde Las mil y una noches llegan el millonario Alud Cinar y sus fantásticas historias. Pero si de sabiduría se trata, el invitado es Chun Chun Li, que con paciencia oriental siempre deja alguna enseñanza.

### Jugadas de laboratorio
En el recuerdo quedan Daniel Peredo y su «Área chica»; Francesca Brivio en «Foodbol»; y Juan Carlos Vizcarra, que arrancó recorriendo todos los escenarios deportivos en «Como cancha», para mostrarnos la alegría y la tristeza de los hinchas, los personajes más increíbles, la comida de los estadios y los regalos sorpresa para los jugadores y los faltosos. Pero en Entre Titulares también se puede medir la temperatura del ambiente deportivo y la opinión de la gente en «Checa la Lleca» con Cáleri Bockos, siempre bien ubicada en cualquier lugar de la ciudad. Cada día los conductores y el televidente hacen un rápido repaso de los titulares más creativos de la prensa nacional en el «Kioscómetro». De otro lado, para sacarle la vuelta a la adversidad, la producción inventó el «Puro Cuento», noticias que quizás nunca se hagan realidad pero que ayudan a mirar con una sonrisa el futuro. Finalmente, «Recutecu», el último segmento en estrenarse, es una nueva edición con lo mejor y lo peor de cada fecha de la Copa Movistar.

### Entre estrellas
Desde un principio, Entre titulares abrió sus puertas a deportes que se ven poco en otros medios: surf, básquet, atletismo, motonáutica, rugby, ping pong, ajedrez, karate, windsurf, natación, andinismo, automovilismo, etc. Frente a ellos se han sentado desde deportistas hasta cantantes, pasando por sociólogos, historiadores, artistas, médicos y, por supuesto, periodistas deportivos. Entre ellos están Sofía Mulanovich, Luis Horna, Kina Malpartida, Jonathan Maicelo, Juan Manuel Vargas, Ramón Ferreyros, Los Jotitas, Alessandra Rampolla, Café Tacuba, Álex Lora y El TRI, Beto Cuevas (La Ley), Bareto, Gian Marco , Pedro Suárez Vértiz, Soledad Pastorutti "La Sole", entre otras estrellas invitadas.